# Давлетшин, Альберт Иршатович
Альберт Иршатович Давлетшин — российский лингвист, специалист по мезоамериканским письменностям и языкам, кандидат исторических наук (2003), научный сотрудник Института восточных культур и античности РГГУ, старший научный сотрудник Международного центра антропологии НИУ ВШЭ Известен своими исследованиями в области дешифровки ронго-ронго. Один из авторов «Большой российской энциклопедии».

## Биография
В 1998 году окончил специальность «биохимия» в Московской государственной академии ветеринарной медицины и биотехнологии им. К. И. Скрябина и получил квалификацию «врач-биохимик».
В 2018 году начал работать в НИУ ВШЭ.

## Научные труды

### Монографии
- Davletshin A. Building Societies on Outer Islands: Sociopolitical Institutions and Their Names in Polynesian Outliers, in: The Evolution of Social Institutions: Interdisciplinary Perspectives / Отв. ред.: D. M. Bondarenko, S. A. Kowalewski, D. B. Small. Springer, 2020.
- Коллективная монография: Bondarenko D. M., Kowalewski S. A., Birch J., Claessen H. J., Kradin N. N., Nemirovsky A., Korotayev A., Hui V. T., Kim N. C., Small D. B., Shchavelev A., Marey A. V., Baskin K., Pozdnyakova A. P., Denisova T. S., Harris L. E., Dye D. H., Aleksandrov G., Beekman C. S., Stanish C., Roscoe P., Davletshin A. The Evolution of Social Institutions: Interdisciplinary Perspectives / Отв. ред.: D. M. Bondarenko, S. A. Kowalewski, D. B. Small. Springer, 2020.
- Комплексные исследования островных обществ Тихого океана: сборник статей. ИИАЭ ДВО РАН, 2018.
- Beliaev D., Davletshin A., Vepretskii S. New Glyphic Appellatives of the Rain God, in: Tiempo detenido, tiempo suficiente: Ensayos y narraciones mesoamericanistas en homenaje a Alfonso Lacadena García-Gallo. European Association of Mayanists WAYEB, 2018. P. 351—371.
- Глава книги Davletshin A. Word-signs and sign groups in the Kohau Rongorongo script of Easter Island, in: Easter Island: Cultural and Historical Perspectives. Berlin: Frank & Timme, 2016. P. 201—216.

### Статьи
- Статья Davletshin A., Beliaev D. A Syllabic Sign for [pe] in the Classic Maya Inscriptions // Revista Espanola de Antropologia Americana. 2022. Vol. 52. No. 1. P. 29-44. doi
- Статья Davletshin A. Laryngealized vowels and laryngealized consonants in the History of the Totonacan languages of Mexico // Journal of Language Relationship. 2019.
- Статья Davletshin A., Lacadena García-Gallo A. Signos numéricos y registros de cuenta en la escritura jeroglífica náhuatl // Revista Espanola de Antropologia Americana. 2019.
- Статья Davletshin A. Nukeria Creation Story // Anthropos. 2018.
- Статья Davletshin A., Krempel G., Matteo S. A Cup Joins a Bowl: The Ceramics of Naranjo’s King K’ahk’ «Skull» Chan Chaahk in The Chocolate Museum in Cologne, Germany // Mexicon. 2017.
- Статья Davletshin A. Allographs, Graphic Variants and Iconic Formulae in the Kohau Rongorongo Script of Rapa Nui (Easter Island) // Journal of the Polynesian Society. 2017.
- Статья Davletshin A. Rogers, Chris: The Use and Development of the Xinkan Languages // Anthropos. 2017. Vol. 112. No. 2. P. 704—706.
- Статья Davletshin A. Socio-political organization of the pre-contact Nukuria according to the local oral tradition // Zeitschrift für Ethnologie. 2017. Vol. 142. No. 1. P. 49-66.
- Статья Давлетшин А. И., Беляев Д. Д. Творение людей в мифологии древних майя // Этнографическое обозрение. 2017. № 4. С. 40-55.
- Статья Davletshin A. Conditioned sound changes in the Rapanui language // Oceanic Linguistics. 2016. Vol. 55. No. 2. P. 350—373. doi
- Статья Beliaev D., Davletshin Albert, Zender M. The Syllabic Sign we and an Apologia for Delayed Decipherment // PARI Journal. 2016. Vol. 17. No. 2. P. 33-56.
- Статья Давлетшин А. И. Происхождение и развитие социально-политических терминов в двух традиционных полинезийских обществах — нукерия и рапануи // Ойкумена. Регионоведческие исследования. 2016. Т. 36. № 1. С. 57-67.
- Давлетшин А. И. Теотиуаканское письмо // В кн.: Большая Российская энциклопедия Т. 32: Телевизионная башня — Улан Батор. М. : Большая российская энциклопедия, 2016. С. 47-48.
- Давлетшин А. И. Тотонакские языки // В кн.: Большая Российская энциклопедия Т. 32: Телевизионная башня — Улан Батор. М. : Большая российская энциклопедия, 2016. С. 319—320.
- Глава книги Давлетшин А. И. Хараппское письмо // В кн.: Большая российская энциклопедия Т. 33: Уланд — Хватцев. М. : Большая российская энциклопедия, 2017. С. 765—765.
- Глава книги Давлетшин А. И. Эпиольмекское письмо // В кн.: Большая российская энциклопедия Т. 35: Шервуд — Яя. М. : Большая российская энциклопедия, 2017. С. 412—412.
- Глава книги Давлетшин А. И. Юто-астекские языки // В кн.: Большая российская энциклопедия Т. 35: Шервуд — Яя. М. : Большая российская энциклопедия, 2017. С. 613—614.